# Gisburn Forest
Gisburn Forest – civil parish w Anglii, w Lancashire, w dystrykcie Ribble Valley. W 2011 civil parish liczyła 151 mieszkańców.